# Quando m'innamoro/Cielo mio
Quando m'innamoro/Cielo mio è un singolo di Anna Identici pubblicato nel 1968 dalla casa discografica Ariston Records.

## Descrizione
Quando m'innamoro è stato interpretato da Anna Identici al Festival di Sanremo 1968 in coppia con i Sandpipers classificandosi al sesto posto.
Il brano ha partecipato anche a Canzonissima 1968; successivamente è stato eseguito in programmi televisivi come Una rotonda sul mare (1989).

## Cover
Il brano è stato cantato da molti interpreti tra cui:
Andrea Bocelli, Gigliola Cinquetti, Al Bano, Angela Luce, Marisa Sannia, Wilma De Angelis, Julio Iglesias.  È stato tradotto in spagnolo, francese, inglese, svedese, giapponese, olandese.

## Tracce
Lato A
- Quando m'innamoro (di Daniele Pace, Mario Panzeri e Roberto Livraghi)

Lato B
- Cielo mio (di Alberto Salerno e Gianni Guarnieri)